# Motiline
 (février 2008).
Si vous disposez d'ouvrages ou d'articles de référence ou si vous connaissez des sites web de qualité traitant du thème abordé ici, merci de compléter l'article en donnant les références utiles à sa vérifiabilité et en les liant à la section « Notes et références ».

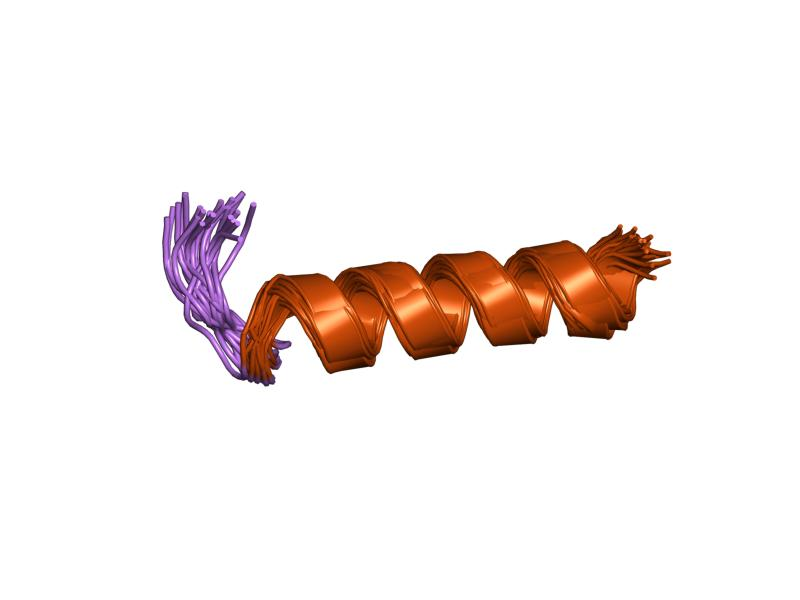
Plusieurs représentations superposées d'une motiline.

La motiline est une hormone gastro-intestinale polypeptidique constituée de 22 acides aminés sécrétée par les cellules entérochromaffines (EC) et les cellules M de la muqueuse du duodénum.
Elle favorise l'activité motrice de l'estomac lorsque le pH est haut (basique) et inhibe sa motricité lorsque ce dernier est bas (acide).
La motiline exercerait un effet stimulateur sur la musculeuse du tube digestif, et semble agir comme un régulateur de la motilité dans les périodes entre deux repas, préparant de ce fait l'intestin au prochain repas.
La motiline aurait un rôle régulateur de la vidange gastrique.
Elle serait aussi susceptible d'intervenir dans le reflux gastro-œsophagien.
La motiline est synthétisée et sécrétée par les cellules E et C2 du duodénum et du jéjunum.